# Radio Bart
Radio Bart, llamado Radio Bart en España y Bart y la radio en Hispanoamérica, es un capítulo perteneciente a la tercera temporada de la serie animada Los Simpson, emitido originalmente el 9 de enero de 1992. El episodio fue escrito por Jon Vitti y dirigido por Carlos Baeza. Sting fue la estrella invitada.

## Sinopsis
Todo comienza cuando la familia está ocupada con los preparativos de la fiesta de cumpleaños de Bart. 
Homer ve en un anuncio de televisión una radio con un micrófono, un juguete para niños, pero que cuenta con un circuito cerrado de radio. La radio se puede dejar en cualquier lado mientras el usuario sintoniza lo que se dice con el micrófono. Instantáneamente, decide comprarle una a Bart como regalo de cumpleaños.
Sin embargo, Bart, en su fiesta, se siente decepcionado cada vez que abre sus regalos. Sus tías Patty y Selma, por ejemplo, le regalan una pistola etiquetadora, la que Bart usa posteriormente para ponerles un adhesivo que dice "Propiedad de Bart Simpson" a todas sus cosas. Al principio, cuando el niño ve la radio, no le gusta, pero luego convencido por Marge comienza a usarla cada vez más, sobre todo para hacer bromas. Por ejemplo, les hace creer a Rod y Todd Flanders que Dios está hablando con ellos, le hace bromas a Homer simulando que los marcianos han invadido la Tierra y luego le pone el micrófono a Lisa para oír con su radio lo que habla con sus amigas. 
Unos días más tarde, Bart tira su radio dentro de un pozo, y luego habla por su micrófono. Por donde sale la voz, da la impresión de que es un niño que se ha caído dentro del pozo. Bart decide llamar al niño Timmy O'Toole, y consigue que todo el pueblo de Springfield sienta lástima por el pequeño atrapado. 
La historia de Bart tiene credibilidad ya que el pozo en donde estaba la radio era muy angosto, y ningún adulto podía deslizarse por él para ver si Timmy realmente estaba allí. De todas formas, nadie desconfiaba. Además, todo el pueblo había abierto su corazón y estaban dispuestos a ayudar a Timmy en lo que pudieran. Krusty, incluso, convoca a Sting y a otras celebridades para cantar una canción de caridad, llamada "Enviamos nuestro amor al fondo del pozo". Sin embargo, Bart, con el tiempo, se da cuenta gracias a Lisa que si alguna vez lograban sacar su radio de adentro del pozo, descubrirían que había sido él el autor de la broma, ya que el adhesivo de "Propiedad de Bart Simpson" estaba adherido a la radio.
Cuando Bart va a retirar su radio del pozo, por error de los policías Lou y Eddie, cae en él, quedando atrapado uno de los pies del niño bajo una piedra la cual, no consigue quitar. Cuando Louis y Eddie se acercan al lugar, Bart les dice que se ha caído y confiesa que lo de Timmy O'Toole era un invento suyo. Ellos, Lou y Eddie, y luego la gente del pueblo, ofendida, deciden no ayudar a Bart.
A pesar de los esfuerzos de Marge y Homer por movilizar un operativo de rescate, la ciudad entera sigue molesta y sin ganas de ayudar. Esa noche, Marge y Homer van al pozo a llevarle ropas de abrigo a Bart, quien, en un principio, bromea con Homer. Sin embargo, pronto, Bart, entre lágrimas, dice que sabe que ha hecho mucho daño a la gente del pueblo y que se perderá muchas cosas. Es Entonces cuando Homer, emocionado, le dice a Bart que va a sacarlo de ahí, por lo que decide cavar un pozo paralelo al que estaba atrapado su hijo, mientras Marge busca una carretilla. Cuando el jardinero Willie pasa por el lugar y ve lo que pasa, se pregunta por qué no se le había ocurrido esa idea antes, y se pone a cavar junto con Homer. Poco a poco, toda la ciudad llega al pozo y se pone a cavar, incluso Sting, que es quien logra encontrar a Bart,quien se sorprende al verlo, aunque segundos después, aparecen Marge y Homer, quien logra quitar la piedra que aprisionaba el pie de Bart. Finalmente, Bart es rescatado, y queda muy arrepentido de su broma. A la mañana siguiente, Willie, para asegurarse de que nunca volviera a caerse nadie en el pozo, coloca un cartel a su lado que dice: "Cuidado: Pozo".

## Producción
El episodio Radio Bart fue escrito por Jon Vitti y dirigido por Carlos Baeza, aunque fue el creador de la serie, Matt Groening, quien tuvo la idea inicial. La historia se basa en la película Ace in the Hole de 1951, que narra la historia de un antiguo periodista que explota la historia de un hombre atrapado en una cueva para revivir su carrera. Vitti no vio la película hasta que terminó con el guion del episodio; "[Groening] apareció de la nada y simplemente me dio la historia completa, desde el principio hasta el fin". Vitti dijo que lo primero que hizo después de finalizar su trabajo fue rentar la película. Señaló: "Es sorprendentemente difícil de conseguir. Es verdaderamente oscura y extraña y la dirige Billy Wilder, por lo que podría suponerse que se encuentra en las tiendas, pero no es así. Fue muy difícil de conseguir".
Los productores querían que el cantante Bruce Springsteen apareciera en el episodio debido a su participación en la canción para caridad "We Are the World", en la cual se basa "We're Sending Our Love Down The Well". Springsteen no accedió a participar, por lo que los productores le ofrecieron el papel al músico británico Sting. El productor ejecutivo Al Jean dijo Sting es una de sus estrellas invitadas favoritas y que "no pudo haberlo hecho mejor. Fue realmente gracioso". El director David Silverman dijo que la participación de Sting demostró su personalidad, ya que el cantante ha llevado a cabo campañas para causas políticas y sociales en la vida real. Sting vivía en la ciudad de Nueva York al momento de la grabación del episodio, por lo que Vitti voló hacia allí para grabar con él sus líneas.
En la escena en que se muestra la publicidad del micrófono, los productores querían originalmente que el niño que aparece cantara "The Wreck of the Edmund Fitzgerald" de Gordon Lightfoot, una canción sobre el hundimiento del barco S.S. Edmund Fitzgerald en el Lago Superior. Vitti dijo que no usó la canción porque Lightfoot había determinado que para eliminar los derechos de autor de la misma, tendrían que obtener permiso por parte de las familias de los veintinueve marinos que fallecieron en el barco. En otra escena, Bart usa su radio para hacerle creer a Homer que los extraterrestres invaden la Tierra; Homer, originalmente, iba a crear una bebida hecha con Kool-Aid y veneno para ratas para que él y su familia pudiesen suicidarse antes de la llegada de los invasores. Los guionistas opinaron que la escena era "demasiado oscura" y la cambiaron: en su lugar, Homer toma un arma de fuego y va a buscar a los extraterrestres, pero descubre que todo era una broma de Bart.

## Referencias culturales

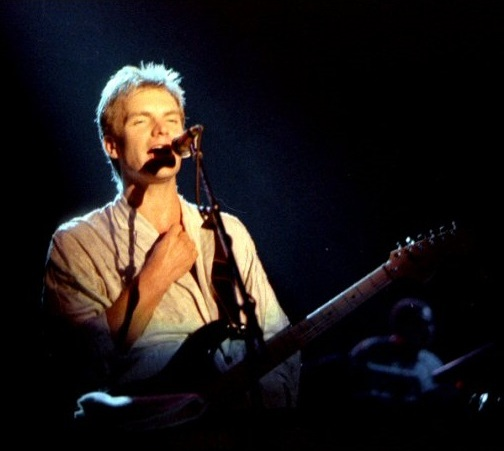
Sting, estrella invitada.